# دبليو. ك. ماكنيل
دبليو. ك. ماكنيل (بالإنجليزية: W.K. McNeil)‏ هو مؤرخ أمريكي، ولد في 13 أغسطس 1940، وتوفي في 19 أبريل 2005.